# 赵英民
赵英民（1964年12月—），籍贯山西武乡，中华人民共和国政治人物。

## 生平
曾任环保总局办公厅局长办公室主任。2000年2月至2005年9月，任总局科技标准司副司长。2005年9月，任科技标准司司长。2013年9月，任中华人民共和国环境保护部污染防治司司长。2015年11月，任环境保护部总工程师。2016年3月，任环境保护部副部长、党组成员，2018年3月任新组建的中华人民共和国生态环境部副部长。2025年3月不再担任生态环境部副部长一职。